# Droga wojewódzka nr 441
Droga wojewódzka nr 441 (DW441) – droga wojewódzka o długości około 17 km znajdująca się w województwie wielkopolskim, w powiecie wrzesińskim. Trasa ta łączy Miłosław z Borzykowem.

## Miejscowości przy trasie
- Miłosław
- Bugaj
- Kozubiec
- Mikuszewo
- Wszembórz
- Borzykowo